# José Bonifácio (São Paulo)
José Bonifácio is een gemeente in de Braziliaanse deelstaat São Paulo. De gemeente telt 32.551 inwoners (schatting 2009).